# هاجر التبيسي
هاجر التبيسي هي لاعبة جودو تونسية وُلدت في 8 أبريل 1971، ومثلت تونس في دورة الألعاب الأولمبية الصيفية عام 1996 في منافسات الوزن المتوسط أقل من 61 كيلوغرام للسيدات.

## المشاركات والميداليات
شاركت هاجر التبيسي في عدة نسخ من بطولة إفريقيا للجودو، وحصلت منها على الميدالية الذهبية في منافسات الوزن المتوسط أقل من 61 كيلوغرام للسيدات في عام 1991، كما حصلت أيضًا على الميدالية البرونزية في منافسات نفس الفئة في عامي 1990 و1996، كما شاركت في عام 1995 في دورة الألعاب الإفريقية التي أقيمت في مدينة هراري بزيمبابوي حيث تمكنت من إحراز الميدالية البرونزية في منافسات الوزن المتوسط أقل من 61 كيلوغرام للسيدات. 
شاركت هاجر التبيسي أيضًا في عام 1996 في دورة الألعاب الأولمبية الصيفية التي أقيمت في مدينة أتلانتا بالولايات المتحدة الأمريكية، ولكنها لم تنجح في التأهل للدور النهائي من البطولة بعد خسارتها في الجولة الأولى أمام لاعبة الجودو البلجيكية آن سيمونز. ويوضح الجدول التالي أهم المُسابقات والبطولات التي شاركت فيها هاجر التبيسي، وأبرز الميداليات والألقاب التي حققتها في البطولات والمسابقات المختلفة:
| العام | المسابقة                       | المكان                              | المنافسات                                | الترتيب/الميدالية                   | ملاحظات                                                             |
| ----- | ------------------------------ | ----------------------------------- | ---------------------------------------- | ----------------------------------- | ------------------------------------------------------------------- |
| 1990  | بطولة إفريقيا للجودو           | الجزائر العاصمة، الجزائر            | منافسات الوزن أقل من 61 كيلوغرام للسيدات | المركز الثالث (الميدالية البرونزية) |                                                                     |
| 1991  | بطولة إفريقيا للجودو           | بورت لويس، موريشيوس                 | منافسات الوزن أقل من 61 كيلوغرام للسيدات | المركز الأول (الميدالية الذهبية)    |                                                                     |
| 1994  | الألعاب الفرانكوفونية          | باريس، فرنسا                        | منافسات الوزن أقل من 61 كيلوغرام للسيدات | المركز الثالث (الميدالية البرونزية) |                                                                     |
| 1995  | دورة الألعاب الإفريقية         | هراري، زيمبابوي                     | منافسات الوزن أقل من 61 كيلوغرام للسيدات | المركز الثالث (الميدالية البرونزية) |                                                                     |
| 1996  | دورة الألعاب الأولمبية الصيفية | أتلانتا، الولايات المتحدة الأمريكية | منافسات الوزن أقل من 61 كيلوغرام للسيدات | لم تتأهل                            | خرجت من الدور التمهيدي بعد هزيمتها أمام اللاعبة البلجيكية آن سيمونز |
| 1996  | بطولة إفريقيا للجودو           | بريتوريا، جنوب إفريقيا              | منافسات الوزن أقل من 61 كيلوغرام للسيدات | المركز الثالث (الميدالية البرونزية) |                                                                     |